# Министерство науки и технологии Пакистана
Министерство науки и технологии Пакистана занимается вопросами науки и техники в Пакистане, разработкой научной политики, планированием, координацией и направления усилий на инициирование и запуск научно-технических программ, а также проектов, направленных на экономическое развитие. 

## История
В 1960 году В Пакистане был создан Департамент научно-технических исследований, отвечающий за управление Национальным научным советом, Советом по научным и промышленным исследованиям, Комиссией по атомной энергии и Комитетом по исследованию космоса и верхних слоев атмосферы. Статус Департамнта был повышен до уровня полноценного Министерства науки и технологий в 1972 году.

## Ведомства и организации
- Центр прикладной и молекулярной биологии
- Национальный институт электроники
- Национальный институт океанографии
- Национальный университет науки и технологий
- Национальный технологический университет
- Пакистанский совет по технологиям возобновляемых источников энергии
- Пакистанский совет по науке и технологиям
- Пакистанский совет по исследованиям в области водных ресурсов
- Пакистанский совет по научным и промышленным исследованиям
- Совет по исследованиям в области труда и жилья
- Пакистанский инженерный совет
- Пакистанский национальный совет по аккредитации
- Пакистанский научный фонд
- Пакистанская администрация стандартов и контроля качества
- Пакистанский технологический совет при Министерстве науки и технологий
- Национальная комиссия по нанотехнологиям
- Пакистанская антарктическая программа
- Музей естественной истории Пакистана
- Пакистанский научно-технический информационный центр
- Пакистанское управление по стандартам и контролю качества
- Пакистанское управление по стандартам и контролю качества халяльной продукции